# Горгуль Олександр Сергійович
Горгуль Олександр Сергійович — Бандурист.

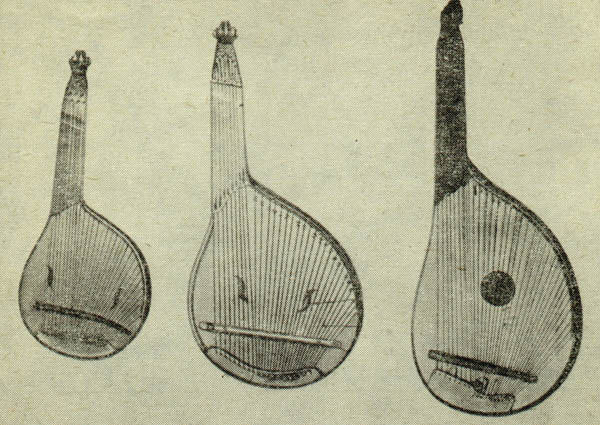
Бандури харківського зразка

## Життєпис
Горгуль був учень харківського майстра народних інструментів Герасима Снєгірьова і виявився одним із найкращих майстрів народних інструментів в Україні. Особливо відрізнялися його 4-струнні домри. Леонід Гайдамака до нього звернувся в 1926 р. відносно проблеми удосконалення та виробництва концертних бандур. Його бандури значно відрізнялися від попередних інструментів включаючи численні удосконалення та іновації.
Хоч Горгуль використав креслення для бандури Л. Гайдамаки, коряки бандури були склеєні з клепок а не видовбані з суцільного куска дерева. Кріплення струн теж відрізнялося, а також розставлення струн на підстуннику де струни проходили у формі зиґ-заґ.
Г. Хоткевичеві настільки сподобався цей інструмент, що він його залишив собі, а фотографію інструменту зображено в його праці «Музичні Інструменти Українського народу».
Про Горгуля згадки припиняються в 1938 р.